# Hörsägen
Hörsägen är en juridisk term som ibland används i juridiska sammanhang, och är synonym med vardagsbegreppet skvaller. Hörsägen är en uppgift där historien eller uppgiften består av löst sammanslagna fragment av uppgifter, eller där källan är en annan person än den som uttalar sig eller förhörs. Uppgiftens sanningshalt eller ursprung kan därför inte alltid vid uttalandet kontrolleras eller fastslås.

## I Sverige
I motsats till en del andra rättssystem finns det inget hinder i svenska domstolar att använda hörsägen, eftersom det i svensk domstol råder fri bevisprövning(zh). Detta innebär att domstolen prövar en uppgifts relevans och bevisvärde i ett mål, helt självständigt utifrån vad det kan tillföra målet i bevishänseende. Exempelvis kan en person inför domstol förhöras om vad en annan person har sagt vid ett tidigare tillfälle.